# Nevo
Un nevo o nevus (del latín naevus, lunar) es una proliferación de distintos tipos de células en la piel. Así, puede haber nevos sebáceos, apocrinos (de las glándulas apócrinas de la piel), etc. Los más característicos son los nevos melanocíticos, que son proliferaciones de células pigmentadas llamadas "células névicas".

## Etiología
No se sabe con certeza de dónde proviene la célula névica. Algunos autores suponen que tiene parentesco con el melanocito, célula responsable de fabricar la melanina, el pigmento que da el color moreno a la piel.

## Clasificación
De acuerdo al adjetivo que acompaña a los nevos estos se clasifican médicamente:
- Nevo melanocítico: compuesto por melanocitos, su color usual es el negro.
- Nevo rojo: rojo, su aspecto recuerda al de un angioma o acúmulo de vasos sanguíneos.
- Nevo azul: azul.
- Nevo de Ota: consiste en una hiperpigmentación que afecta a la piel de un sector de la cara y el ojo.
- Nevo de Spitz
- Nevo arácneo
- Nevo flámeo
- Nevo de Becker
- Nevo intradermal
- Nevo juncial: ubicado entre la dermis y el tejido epitelial o el tejido conjuntivo.
- Nevo de unión

## Nevo melanocítico
La variedad más común de nevo melanocítico es el nevo melanocítico común adquirido. Prácticamente todas las personas de tez clara tienen este tipo de nevo. El número va cambiando con la edad, ya que el nevo es una lesión dinámica. Primero aparece en la unión entre la dermis y la epidermis, luego migra hacia la dermis a la vez que va haciéndose más abultado. Por tanto, la protrusión de un nevo no quiere decir que este se esté transformando en un cáncer tipo melanoma, sino sólo que está maduro. Progresivamente van desapareciendo a la vez que aparecen otros.
Se localizan sobre todo en las áreas expuestas al sol, fundamentalmente por encima de la cintura. Hay muchos factores que pueden hacer que un nevo cambie de aspecto, por ejemplo traumatismos, infecciones, factores hormonales, etc. Sin embargo, la transformación a melanoma se considera rara, y sólo ocurre en los nevo en estados iniciales. Los nevos maduros o intradérmicos prácticamente nunca degeneran.

## Prevención
Si bien, los nevos son neoplasias benignas se puede prevenir su aparición mediante una protección solar efectiva durante la infancia. Se ha visto en diferentes estudios, que la exposición solar intensa durante los primeros 20 años de vida es un importante factor de riesgo para el futuro desarrollo cáncer de piel de tipo melanoma o no-melanoma. Asimismo, se recomienda consultar a un dermatólogo en caso de que un lunar presente cambios recientes que se pueden resumir con la regla del ABCDE:
- Asimetría: se refiere a cambios de la forma del nevos
- Bordes irregulares: se refiere a términos abruptos en sus bordes
- Color variado: cuando el nevos presenta múltiples colores
- Diámetro mayor de 6 milímetros
- Evolución: que pueden corresponder a un crecimiento o achicamiento asimétrico del nevo.

En caso de pacientes con múltiples nevo (síndrome de nevo displásico) u otros factores de riesgo personales o genéticos para el desarrollo de melanoma, se puede valorar un seguimiento específico con el especialista para lograr una detección precoz de melanoma. 

## Tratamiento
En general, los nevos no requieren ningún tratamiento específico al tratarse de lesiones benignas. En caso de presentar cambios deberían ser valorados por un dermatólogo para valorar la lesión mediante dermatoscopia y valorar la necesidad de cirugía. 